# Tetracannoides jinzhii
Tetracannoides jinzhii is een hydroïdpoliep uit de familie Octocannoididae. De poliep komt uit het geslacht Tetracannoides. Tetracannoides jinzhii werd in 2007 voor het eerst wetenschappelijk beschreven door Xu, Huang & Guo. 